# Jelko Kacin
Jelko Kacin (n. 26 noiembrie 1955, Celje, Comuna urbană Celje, Slovenia) este un om politic sloven, membru al Parlamentului European în perioada 2004-2009 din partea Sloveniei.
1. ↑  CONOR.SI[*] Verificați valoarea |titlelink= (ajutor)
2. ↑  Deputații în Parlamentul European
3. 1 2  pace.coe.int